# Замок Мацумото
Замок Мацумо́то (яп. 松本城 Matsumoto-jō, Мацумото-дзё:) — старинный японский замок в городе Мацумото, префектура Нагано. По аналогии с Замком белой цапли зовётся Замком ворона (烏城 Karasu-jō, Карасу-дзё:) (за чёрный цвет стен и распростёртые «крылья» боковых башен).
В период Сэнгоку Дзидай Мацумото был оплотом клана Такэда, который к концу XVI века уступил главенство Тоётоми Хидэёси. Именно по его приказу в 1593—1594 годах был возведён существующий замок с пятиярусным тэнсю. Одна сторона комплекса была предназначена для созерцания Луны и получила название «лунных покоев».
Во время Реставрации Мэйдзи замок был продан с аукциона и оказался под угрозой сноса. В XX веке близость к Токио сделала его излюбленным объектом туристических экскурсий.